# Horst Möller
Pour les articles homonymes, voir Möller.
Horst Möller, né en 1943 à Breslau (alors en Allemagne, aujourd'hui en Pologne), est un historien allemand professeur d'histoire contemporaine à l'Université Louis-et-Maximilien de Munich et directeur depuis 1992 de l'Institut d'histoire contemporaine de Munich. Il a enseigné à l'université Paris IV (Sorbonne) en 1988 et il a occupé la Chaire Alfred Grosser à l'Institut d’études politiques de Paris en 2002-2003. Il a reçu le Prix Gay-Lussac Humboldt en 2005.
Horst Möller a publié environ deux cents essais et dix livres sur l'histoire allemande, française et européenne, du XVIIe siècle au XXe siècle.
Il a reçu en 1998 les insignes de docteur Honoris Causa de l'université Michel-de-Montaigne Bordeaux-III,.

## Publications

### Ouvrages
- (de) Exodus der Kultur. Schriftsteller, Wissenschaftler und Künstler in der Emigration nach 1933. Beck, München 1984,  (ISBN 3-406-09293-4).
- La République de Weimar, traduction de Claude Porcell, Éditions Tallandier, 2005  (ISBN 978-2847341911) ;
- Coauteur : Jacques Morizet, Allemagne-France : Lieux et mémoire d'une histoire commune, Éditions Albin Michel, 1995  (ISBN 978-2226078919).

### Ouvrages collectifs
- Journal : 1943-1945, Éditions Tallandier, 2005  (ISBN 978-2847341140).
- Journal : 1923-1933, Éditions Tallandier, 2006  (ISBN 978-2847343007).
- Journal : 1933-1939, Éditions Tallandier, 2007  (ISBN 978-2847344615).
- Sous la direction de Stéphane Courtois, Le jour se lève : l'héritage du totalitarisme en Europe, 1953-2005, Mayenne, Éditions du Rocher, coll. « Démocratie ou totalitarisme », 2006, 493 p. (ISBN 978-2268057019)